# Paute-Mazar-Talsperre
Die Paute-Mazar-Talsperre ist eine Talsperre im Westen Ecuadors.
Die Talsperre befindet sich an der Grenze der beiden Provinzen Azuay und Cañar. Sie staut den Fluss Río Paute oberhalb der Mündung des Río Mazar. Die Konzession auf 50 Jahre wurde 2003 der Compañía de Generacion Hidroelectrica de Hidropaute S. A. übertragen.

## Talsperre
Der CFR-Staudamm ist 165 m hoch (Gründungshöhe: 183 m), 310 m lang und hat ein Schüttvolumen von 6,6 Millionen Kubikmetern. Baubeginn war im Jahr 2004, im Jahr 2010 folgte die Eröffnung. Neben der Energieerzeugung hat die Paute-Mazar-Talsperre die Aufgabe, Sedimente aus dem abstrom gelegenen Amaluza-Stausee fernzuhalten. Außerdem soll die Paute-Mazar-Talsperre dafür sorgen, dass die Wasserkraftwerke unterhalb der Amaluza-Talsperre gleichmäßiger mit Wasser versorgt werden.

## Wasserkraftwerk Paute Mazar
Das Wasserkraftwerk Paute Mazar (⊙) befindet sich am Fuße des Staudamms. Es wurde im Dezember 2010 in Betrieb genommen. Das Kraftwerk besitzt zwei Francis-Turbinen mit einer Leistung von jeweils 97 MW. Diese erzeugen im Jahr durchschnittlich 820 GWh.